# 1994年西江、北江大洪水
1994年西江、北江大洪水，是指1994年6月-7月发生在珠江流域西江、北江的历史性大洪水，被视为五十年一遇甚至百年一遇的大洪水。其中，6月份发生的洪水又称“94.6”洪水，是中华人民共和国建国以来西、北两江最大的一场洪水，也是两江20世纪第二大洪水，共造成371人死亡（其中广东145人），一度威胁广东省会广州的安全，直接经济损失达280多亿元人民币（其中广东省102亿元）；而7月中下旬发生的“94. 7”洪水，造成广东省109人死亡，直接经济损失达68亿元人民币。

## 特大洪水
1994年6月8日上午，当年第3号强烈热带风暴在广东省雷州半岛南端的徐闻县登陆，造成强降雨。这次强台风登陆后垂直北移，经雷州半岛4县（市）160多公里进入茂名市化州县，风力反而加大，最大风力超过12级，平均降雨量达560毫米、部分地方降雨量达864毫米。珠江主干流西江、北江同时爆发自“乙卯洪灾（1915年）”以来的最大洪水，也是中华人民共和国1949年建国以来西、北两江最大的一场洪水，造成严重洪涝灾害。此次洪灾被视为50年一遇，甚至百年一遇。

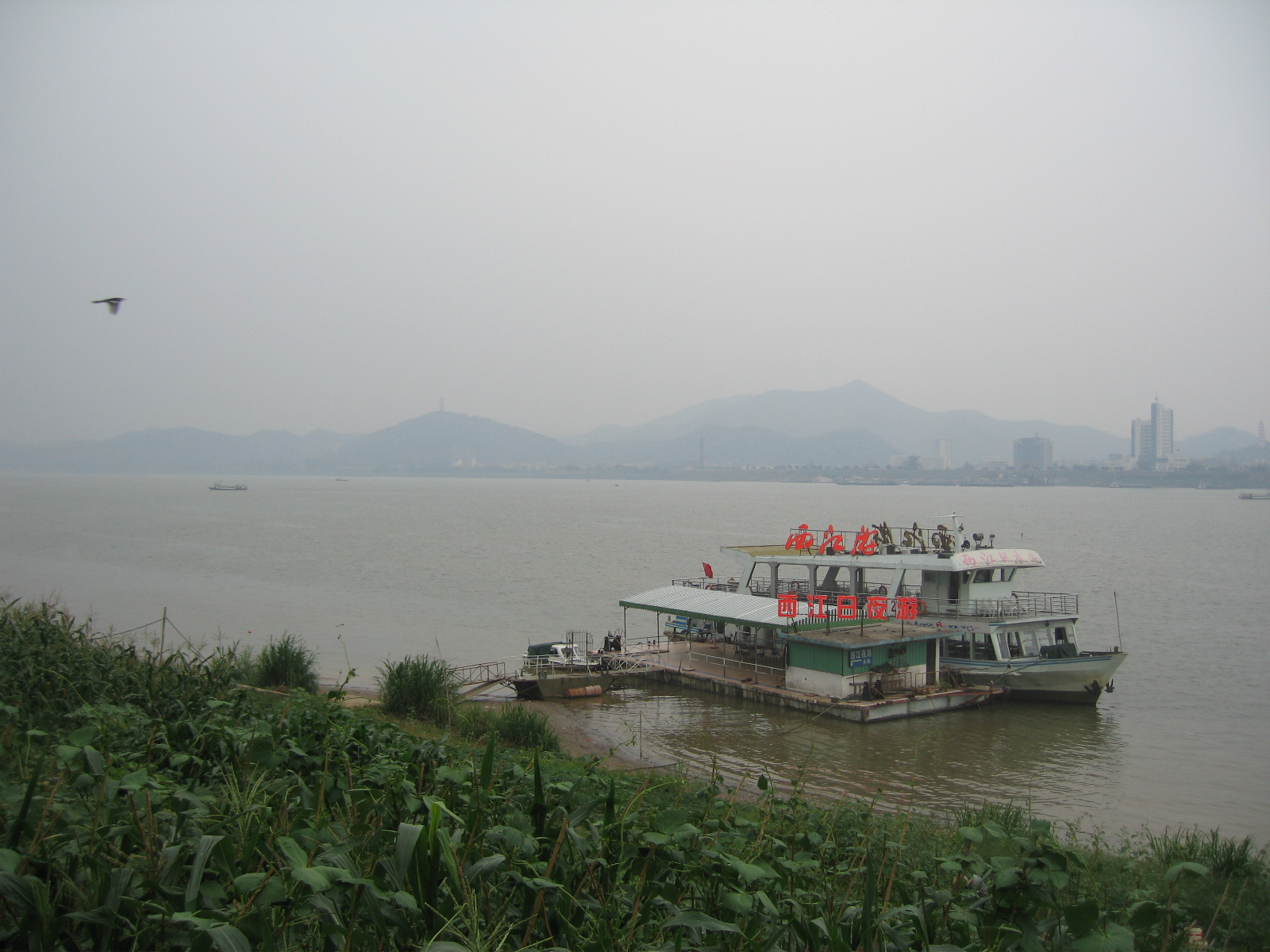
西江位于广东肇庆的河段，对岸为高要。

6月，西江流域，广西武宣和贵港水文站洪峰流量分别为44400和2300立方米每秒，梧州站洪峰流量为49200立方米每秒，广东高要站最大流量达52600立方米每秒。在这次洪水过程中，大部分堤防溃决，洪水溢出河道淹没西江水系的浔江两岸滩地面积达4.67万公顷。
此外，1994年6月大洪水发生前，北江大堤曾一度被认为是“万无一失”，但6月1日广东清远石角堤内出现了多处管涌，石角水文站洪峰流量为16700立方米每秒（历年实测最大）。广州及珠江三角洲防洪安全的北江大堤出现43处大险情，全线告急，其中石角下灵洲堤段出现直径3米，喷出水柱高1.5米的重大管涌险情，后经海军广州舰艇学院260多名官兵连续17小时全力抢险，最终控制了险情，避免北江大堤再次溃决。而北江某段大堤被水冲出了一个空洞，出现了几十立方米的缺堤，经灾后查明，因为那段堤岸的附近区域之前曾遭人为大量挖沙，致使周围的沙土松动，埋下隐患。
1994年7月中下旬，受低压槽影响，珠江流域再次发生特大暴雨，广西西江、桂江、郁江、贺江以及广东北江、绥江、珠江三角洲降暴雨到特大暴雨，造成严重洪涝灾害。

## 受灾情况

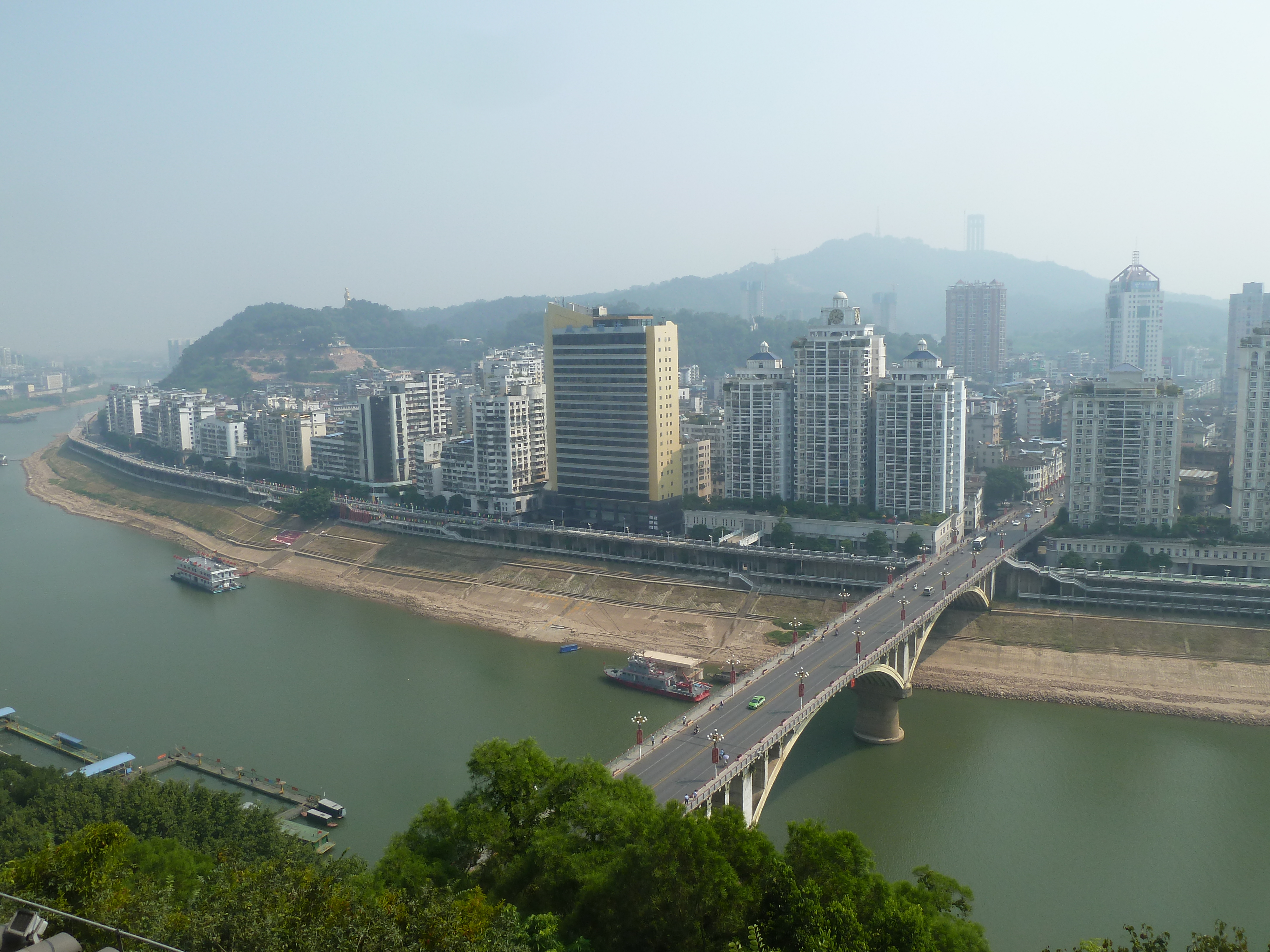
广西梧州市位于西江支流桂江沿岸，1994年洪灾期间受灾严重。

官方数据称，1994年6、7月，西、北江的大洪水致使广东、广西两省109个县、1776.5万人、1875万亩耕地受灾，直接经济损失约282亿元人民币。也有数据称，单6月的洪灾即造成直接经济损失约282亿元，波及广西、广东沿江120多个市、县。还有学者称，1994年6、7 两个月的洪涝灾害，使广西全区88个县中有85个受灾，广东有1102个乡镇受灾，两广直接经济损失达632亿元，其中：
- “94.6”大洪水造成两广农作物受灾面积达125万公顷（广东26万公顷）, 死亡371人（广东145人），广东省直接经济损失达102亿元。
- “94.7”大洪水造成广东省农作物受灾面积30.56万公顷，倒塌房屋45.44万间，受灾人口932万，死亡109人，直接经济损失68亿元。

### 具体县市
1994年6月19日，广西梧州市洪峰水位25.91米、超过警戒水位2.62米，此后梧州街道被淹长达45天，街道水深8米多，直接经济损失达38.4亿元。
另据广东省肇庆市封开县的《封开县志》记载，1994年6月19日上午9时，县城江口西江出现洪峰水位25.23米，全县18个镇15万人口受灾，受淹民房14314间，1989间倒塌，被淹农作物20.3万亩，115条堤围被冲决；7月24日，西江洪水再发，贺江洪涝暴涨，这次洪水带来的损失更加严重：贺江沿岸11个镇86个管理区1376个自然村16.8万人受灾，90754间房屋受浸、57200间倒塌。
1994年6月19日，广东省清远市区北江水位出现有记载以来最大洪水（超16.3米），高于1982年北江大洪水期间15.88米的历史最高水位，直接威胁省会广州的安全，时任中国国务院副总理朱镕基从广西飞赴清远灾区视察，经过18个小时的抢险，最终保住了北江大堤。